# Dushman Duniya Ka
Pour plus de détails, voir Fiche technique et Distribution.
Dushman Duniya Ka (devanagari : दुशमन दुनिया का , ourdou : دشمن دنیا کا, litt. « l'ennemi du monde ») est un film indien de Bollywood réalisé par Mehmood en 1996. On y retrouve Shahrukh Khan, Salman Khan, Laila Mehdin et le fils de Mehmood : Manzoor Ali.

## Synopsis
Le film se concentre sur Mahesh (Jeetendra), un jeune homme honnête et diligent, qui n'a aucune connaissance de son passé car il a été élevé dans un orphelinat. Un jour, en compagnie de son ami Badru (Shahrukh Khan), il rencontre Reshma (Sumalatha), elle aussi orpheline. Badru conseille à Mahesh de faire un pas vers elle, mais alors qu'il s'approche d'elle, les deux tombent amoureux et Badru décide de les marier. Ils mènent alors une vie harmonieuse et sont bientôt les fiers parents d'un jeune garçon en bonne santé qu'ils nomment Lucky (Manzoor Ali). Lucky grandit pour être aussi honnête et diligent que son père, et son avenir semble très prometteur. Quand Lucky voit son père fumer, il commence à fumer aussi, mais quand son père l'arrête, il lui explique qu'un vieil homme autour de son école lui vend des cigarettes. Lorsque Badru et Mahesh s'approchent du vieil homme, il essaie de s'enfuir. Badru le poursuit et est ensuite renversé par un camion. Badru meurt tragiquement, laissant Mahesh, Reshma et Lucky seuls.
Des années plus tard, quand Lucky grandit, il tombe amoureux de Lata (Laila), et tous deux envisagent de se marier bientôt avec la bénédiction de leurs parents respectifs. Puis le monde de Mahesh est bouleversé lorsqu'il trouve de la drogue dans la poche de Lucky. Il en parle à Lucky, et Lucky promet de renoncer à la drogue pour toujours et tient sa promesse. Un jour, en rentrant chez lui en voiture, Mahesh voit un trafiquant de drogue vendre de la drogue à un groupe de jeunes qui comprenait également Lucky. Il avertit la police et ils arrêtent les jeunes, mais le colporteur parvient à s'échapper. Tous les autres jeunes ont été testés positifs à la drogue, à l'exception de Lucky. Quand il rentre à la maison, ses parents refusent de le croire, cela le met en colère et lui et son père sont proches des coups de poing.
Mahesh demande à Lucky de partir, et il le fait. Même Lata l'a quitté car elle ne veut pas contrarier son père, Mahesh. Lucky régresse vers la drogue et ses amis jusqu'à ce qu'il n'ait plus d'argent. Maintenant, il doit voler ou même envisager de tuer quelqu'un pour de l'argent et les seuls à qui il pourrait penser à prendre de l'argent sont ses parents. Quel sera le sort de Lucky ?

## Fiche technique
- Titre : Dushman Duniya Ka
- Titre original : दुशमन दुनिया का
- Réalisation :  Mehmood
- Scénario : Aziz Quasi
- Musique : Anu Malik
- Photographie : S. Naidu
- Montage : S. Heera
- Production : Masoom Ali, Babubhai et Ashok Mishra
- Société de production : NH Studioz
- Pays :  Inde
- Langues : Hindi / ourdou
- Genre : Drame
- Durée : 153 minutes
- Dates de sortie : 
  -  Inde : 20 septembre 1996

## Distribution
- Jeetendra : Mahesh
- Laila Mehdin : Lata
- Shahrukh Khan : Badru, le chauffeur de rickshaw
- Mehmood : Baba
- Manzoor Ali : Lucky
- Farida Jalal : la responsable du refuge pour femme
- Jankidas : Jankidas
- Anjana Mumtaz : Asha, la mère de Lata
- Ashok Kumar : le médecin
- Salman Khan : caméo
- Jankidas  : Lui-même